# Copa Challenger de la FIFA
La Copa Challenger de la FIFA (en español, Copa Desafío de la FIFA, en inglés, FIFA Challenger Cup) es una competencia que forma parte de la Copa Intercontinental de la FIFA, específicamente del único duelo de semifinales, entre el ganador del Derbi de las Américas y la Copa África-Asia-Pacífico.
El actual campeón de la competición es el equipo mexicano Club de Fútbol Pachuca al derrotar 6-5 en tanda de penales al Al-Ahly egipcio.

## Historia
La competencia forma parte de la nueva Copa Intercontinental de la FIFA, en reemplazo del antiguo Mundial de Clubes, el cual pasaría a disputarse cada cuatro años y ampliando a 32 los equipos participantes.
La competencia consta de rondas de eliminación directa entre los campeones de las confederaciones afiliadas a la FIFA (excepto el representante de UEFA, que pasa directamente a la final).
Cada ronda (a excepción de la eliminatoria de la Copa África-Asia-Pacífico) otorga un título oficial interconfederativo. La Copa Challenger enfrenta a los ganadores del Derbi de las Américas (una competencia entre los campeones de Conmebol y Concacaf) contra el vencedor de la Copa África-Asia-Pacífico (torneo entre los campeones de la AFC de Asia, CAF de África y OFC de Oceanía). El equipo ganador de esta ronda avanza a la final para disputar el último título, la Copa Intercontinental de la FIFA, que lleva el mismo nombre que el torneo en su totalidad.

## Ediciones
| Año  | Campeón | Resultado      | Subcampeón | Sede              |
| ---- | ------- | -------------- | ---------- | ----------------- |
| 2024 | Pachuca | 0-0 (6-5 pen.) | Al-Ahly    | Estadio 974, Doha |
| 2025 |         |                |            |                   |

## Palmarés
| Equipo  | Títulos | Subcamp. | Años campeón | Años subcampeón |
| ------- | ------- | -------- | ------------ | --------------- |
| Pachuca | 1       | -        | 2024         |                 |
| Al-Ahly | -       | 1        |              | 2024            |

### Títulos por país
| País   | Títulos | Subcampeón | Años campeonatos |
| ------ | ------- | ---------- | ---------------- |
| México | 1       | -          | 2024             |
| Egipto | -       | 1          |                  |

### Títulos por confederación
| Confederación                     | Títulos | Subcampeón | Años campeonatos |
| --------------------------------- | ------- | ---------- | ---------------- |
| Concacaf (N.-C. América y Caribe) | 1       | -          | 2024             |
| CAF (África)                      | -       | 1          |                  |